# Церква Різдва Івана Хрестителя (Теофіпілка)
Церква Різдва Івана Хрестителя в Теофіпілці — парафія і храм греко-католицької громади Козівського деканату Тернопільсько-Зборівської архієпархії Української греко-католицької церкви в селі Теофіпілка Тернопільського району Тернопільської области.

## Історія церкви
Парафія була заснована у 1990 році. У 1992 році завершилося будівництво храму, де на Великдень відбулася перша Свята Літургія.
Архітектором церкви був Петро Святенький. Храм збудували на добровільні пожертви жителів села, а також за значної допомоги радгоспу (голова А. Баськов). Любомир Медик придбав центральний світильник, Михайло Драгус виготовив дерев'яний іконостас, а Володимир Бадяк подарував власноруч написані ікони.
Освячення храму Різдва Івана Хрестителя відбулося 7 липня 1998 року за присутності отця митрата Василія Семенюка.
З моменту заснування парафія і храм належать до УГКЦ.
На початку 2000 року при парафії були створені молодіжні спільноти, Марійська та Вівтарна дружини. У січні 2010 року з'явилася спільнота «Матері в молитві».
У 2003 році при в'їзді в село з боку Козови було встановлено пам'ятний хрест, організаторами спорудження якого стали Іван Бабій та Ігор Гуменний. 23 жовтня 2011 року в селі освятили Духовний центр, а також капличку Матері Божої (ініціатор — отець Євген Бойко, скульптор — Михайло Кульчицький), збудовану на кошти парафіян.

## Парохи
- о. Дмитро Долішняк (1990—1997),
- о. Євген Бойко (з 1997).